# Septfontaines (Frankrijk)
Septfontaines is een gemeente in het Franse departement Doubs (regio Bourgogne-Franche-Comté) en telt 277 inwoners (2004). De plaats maakt deel uit van het arrondissement Pontarlier.

## Geografie
De oppervlakte van Septfontaines bedraagt 17,9 km², de bevolkingsdichtheid is 15,5 inwoners per km².
De onderstaande kaart toont de ligging van Septfontaines (Frankrijk) met de belangrijkste infrastructuur en aangrenzende gemeenten.

## Demografie
Onderstaande figuur toont het verloop van het inwonertal (bron: INSEE-tellingen).